# Charlie Bit My Finger – Again!
Charlie Bit My Finger – Again! ist ein 56 Sekunden langes Webvideo, das zeigt, wie der einjährige Charlie seinem dreijährigen Bruder Harry in den Finger beißt. Dabei sagt der ältere Bruder wiederholt: „Charlie bit me“ (Charlie hat mich gebissen). Der Vater des englischen Brüderpaars, Howard Davies-Carr, lud das Video im Mai 2007 auf die Internetvideo-Plattform YouTube hoch. Dort war es zeitweilig das meistgesehene Video. Bis Mai 2014 wurde das Video über 800 Millionen Mal abgespielt. Auch die Parodien und Klone wurden häufig betrachtet. So erreichte eine Parodie zweier Teenager, die das Video nachstellten und die Tonspur des Originals verwendeten, selbst über 15 Millionen Klicks.
Das Video ist ein Beispiel dafür, wie Web-Videos unbeabsichtigt große mediale Aufmerksamkeit und virale Verbreitung finden können. Dabei ist das Video profan. Trotzdem brachte es der englischen Familie mediale Aufmerksamkeit. Neben diversen englischsprachigen Medien wie dem The Wall Street Journal, der Daily Mail, dem Time Magazine und dem Daily Telegraph berichteten auch deutsche Medien wie Der Spiegel und Stern oder RTL über das Video. Für die Familie Davies-Carr brachte das Video nicht nur Berichterstattung in den Medien, denen sie auch Interviews gaben, sondern auch ein finanzielles Einkommen über eine Beteiligung an den Werbeeinnahmen von YouTube. Damit finanzierten sie ein Haus.
Im Mai 2021 wurde das Video für 760.000 US-Dollar als NFT versteigert. In der Folge ist das Originalvideo nicht mehr auf YouTube öffentlich sichtbar.